# Araun Gordijn

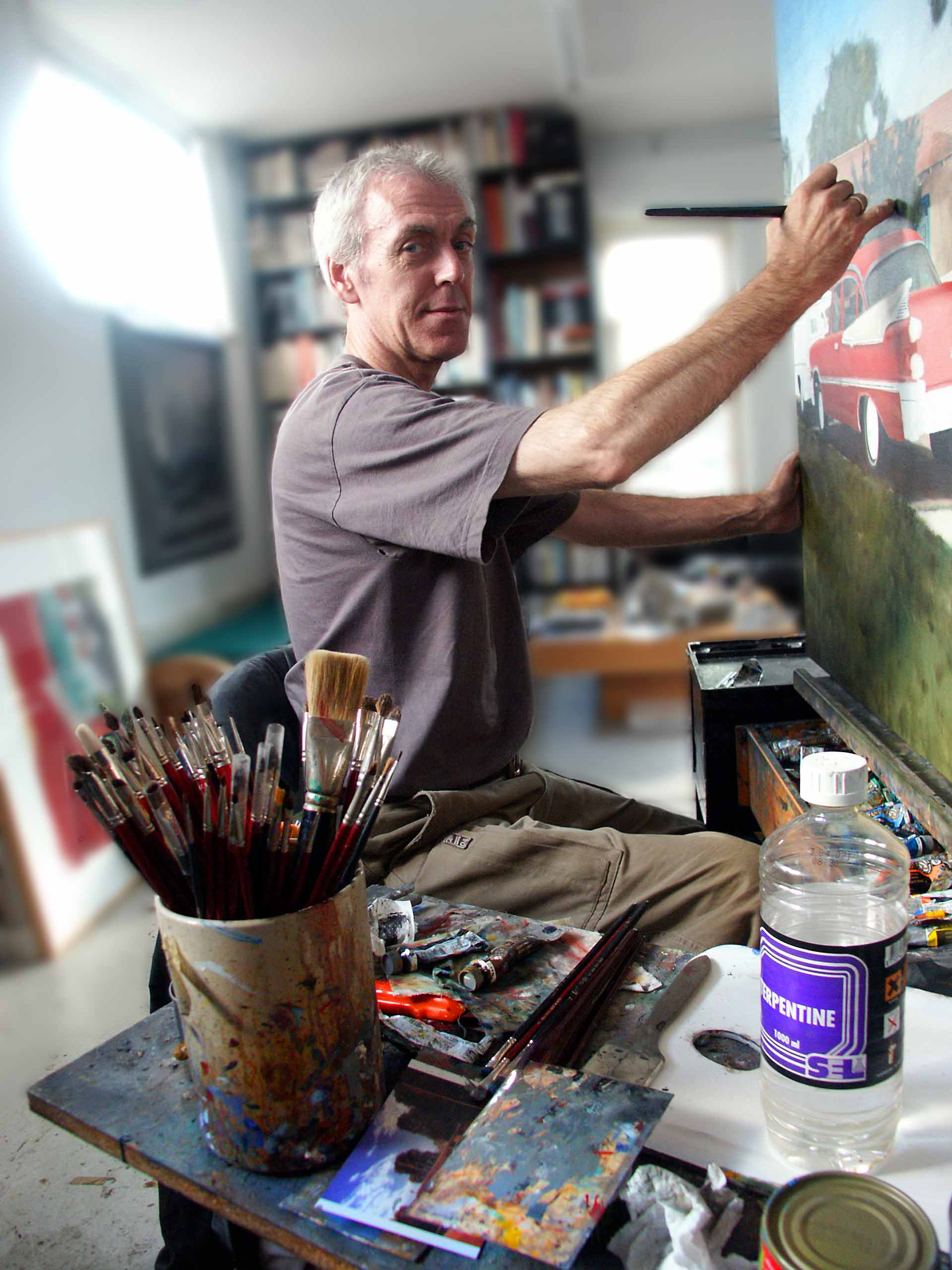
Araun Gordijn in zijn atelier in Gouda.

Araun Gordijn (Amsterdam, 18 november 1947) is een Nederlandse beeldhouwer en kunstschilder, die naam heeft gemaakt met realistische aquarellen en schilderijen over gedroomde en gereconstrueerde landschappen. In zijn werk figureren vaak auto's en/of brandstofstations.

## Levensloop
Gordijn studeerde van 1965 tot en met 1969 aan de Gerrit Rietveld Academie in Amsterdam. Hij begon zijn carrière als beeldhouwer. Na studiereizen door Amerika, waar hij veel 'roadsidecultuur' en auto's fotografeerde, begon hij zijn kennis over waarnemen en observeren te gebruiken om driedimensionele werkelijkheid over te zetten naar een plat vlak. 
In de jaren 80 besloot hij te stoppen met beeldhouwen en ging schilderen en aquarelleren. De keuze voor Amerika en auto's lag daarna voor de hand. Hij noemt zijn stijl 'documentair realisme'. De Amerikaanse Pop-art met kunstenaars als Roy Lichtenstein, Andy Warhol en zijn favoriet Claes Oldenburg, hebben Gordijn sterk beïnvloed. "Plotseling bleken gewone alledaagse gebruiksvoorwerpen waardig genoeg voor de kunst. Amerikaanser kon mijn inziens niet.", aldus Gordijn in een interview. 
Zijn werk geeft vaak een gevoel van ruimte en stilte, omdat de taferelen zich afspelen op de oude Rijksweg bij Gouda, langs Route 66 of in een armoedig gehucht in Georgia. Het beeld kent vaak vele details.

## Prijzen
Araun Gordijn won meerdere prijzen met zijn werk, waaronder de Europaprijs 1984, 1988, 1990 laureaat, de Arti/Mediamaxprijs 1991 en de Theo van der Nahmerprijs 1997.

## Collecties
Het werk van Araun Gordijn is vertegenwoordigd in belangrijke particuliere en rijkscollecties en in tal van internationale bedrijfscollecties, waaronder die van ING, Shell, P&O North Sea Ferries, Texaco Nederland, McDonald's Nederland, ABP Heerlen, Mediamax, AMRO bank New York, CW Lease België, B.A.T. Nederland en Kroymans Corporation (Cadillac Europe).
Sinds 1974 heeft Gordijn zijn werk getoond op meer dan dertig solo- en groepstentoonstellingen, onder andere in Arti et Amicitiae en Stedelijk Museum (Amsterdam).
Gordijn is lid van de Hollandse Aquarellistenkring.